# 黒部銚子山古墳
黒部銚子山古墳（くろべちょうしやまこふん）は、京都府京丹後市弥栄町黒部にある古墳。形状は前方後円墳。京都府指定史跡に指定されている。

## 概要
京都府北部、竹野川右岸の丘陵地において丘陵先端部を切断して築造された大型前方後円墳である。現在までに墳丘・周濠を良好に遺存する。これまでに発掘調査は実施されていない。
墳形は前方後円形で、前方部を南東方に向ける。墳丘は2段築成。墳丘表面では埴輪片・葺石が検出されており、円筒埴輪列の存在が推定される。また墳丘周囲には周濠が巡らされている（現在の墳丘周囲の水田部分）。埋葬施設は不明。
この黒部銚子山古墳は、古墳時代中期前半の5世紀前半頃の築造と推定される。被葬者は明らかでないが、丹波道主命の墓とする伝承がある。丹後地方では、前期古墳として「日本海三大古墳」と総称される蛭子山1号墳（与謝郡与謝野町加悦・明石、145メートル）・網野銚子山古墳（京丹後市網野町網野、201メートル）・神明山古墳（京丹後市丹後町宮、190メートル）の築造が知られ、本古墳はそれらの後継首長墓とされる。しかし本古墳になると墳丘規模は大きく縮小し、さらに本古墳以降は丹後地方で大型前方後円墳の築造自体もなくなり、代わって一帯の中心地は丹波地方の雲部車塚古墳（兵庫県丹波篠山市）・千歳車塚古墳（京都府亀岡市）へと移行することとなる。
古墳域は1974年（昭和49年）に旧弥栄町指定史跡に指定されたのち、1983年（昭和58年）に京都府指定史跡に指定されている。

## 墳丘
墳丘の規模は次の通り。
- 墳丘長：105メートル
- 後円部 - 2段築成。
  - 直径：70メートル
  - 高さ：15メートル
- 前方部 - 2段築成。
  - 幅：50メートル（または45メートル[3]）
  - 高さ：11メートル（または10メートル[3]）

墳形については、神明山古墳の1/2相似形とする説がある。

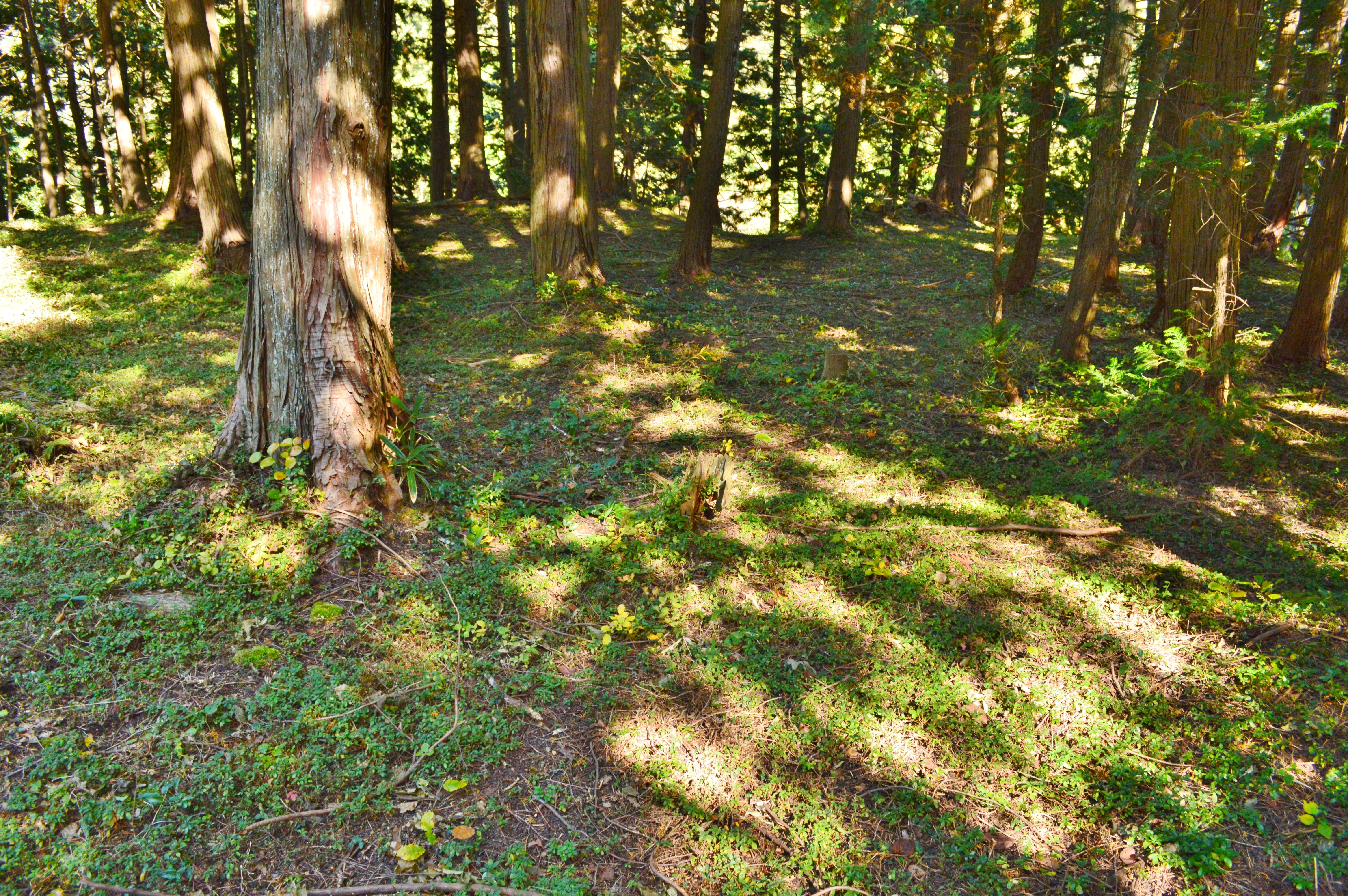
後円部墳頂
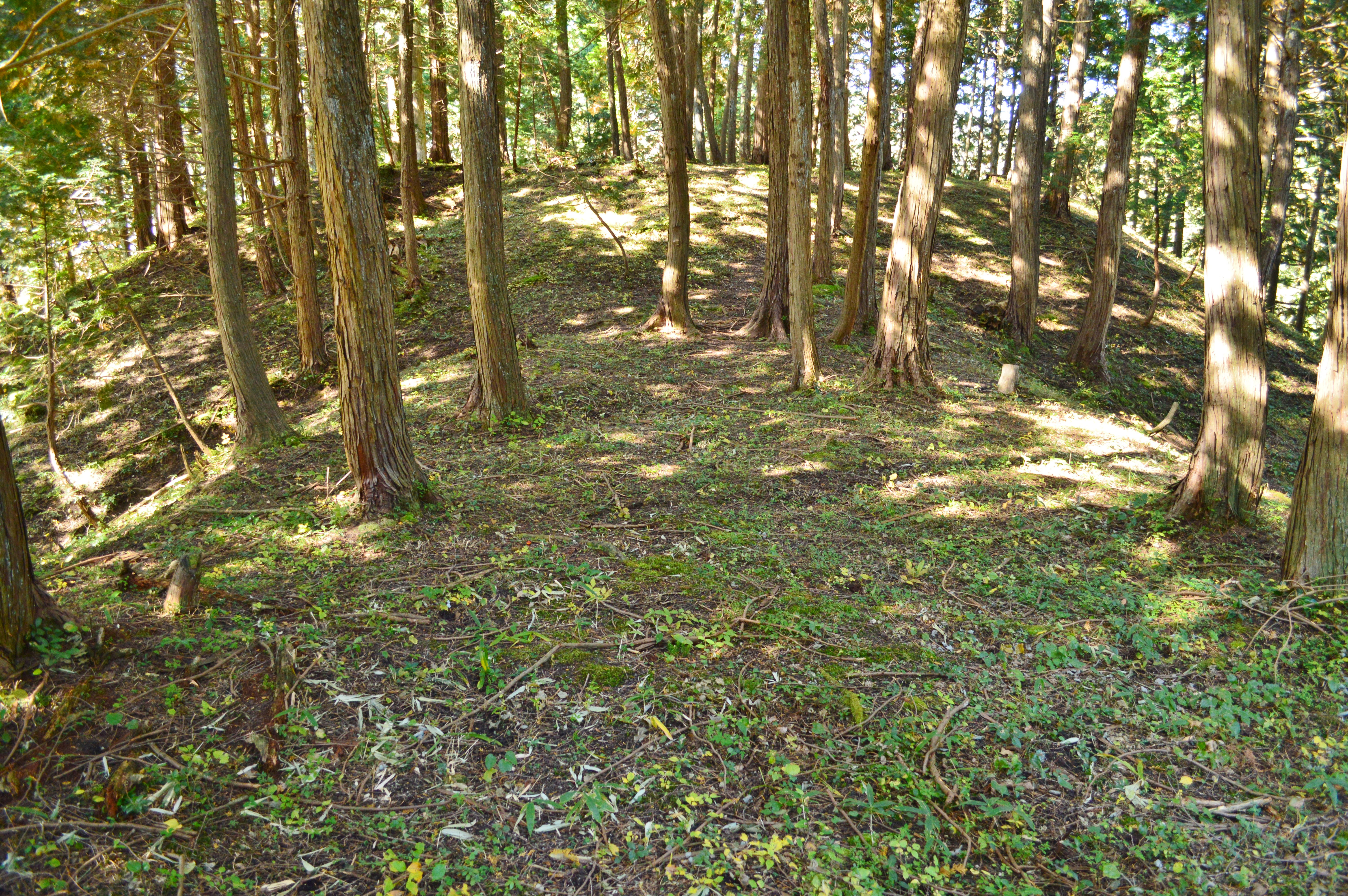
前方部から後円部を望む
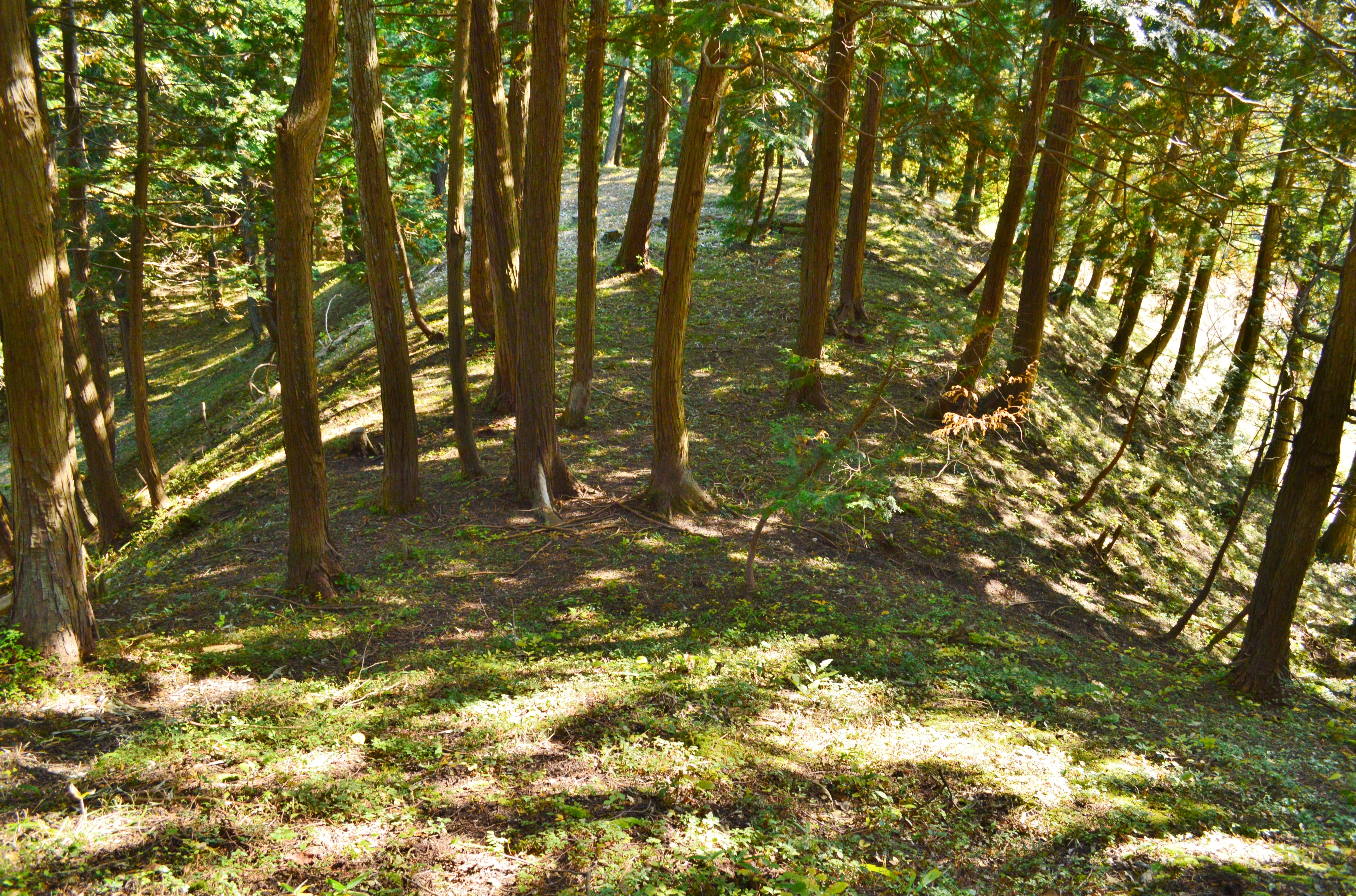
後円部から前方部を望む

## 文化財

### 京都府指定文化財
- 史跡
  - 黒部銚子山古墳 - 1983年（昭和58年）4月15日指定[1][9]。

## 関連文献
（記事執筆に使用していない関連文献）
- 「黒部ノ銚子山古墳」『京都府史蹟勝地調査會報告 第七冊』京都府、1926年。 - リンクは国立国会図書館デジタルコレクション。